# Sankt Stefan am Walde
Sankt Stefan am Walde är en ort och tidigare kommun i Österrike. Den ligger i distriktet Rohrbach i förbundslandet Oberösterreich, 170 kilometer väster om huvudstaden Wien. År 2019 slogs kommunen Sankt Stefan am Walde ihop med grannkommunen Afiesl till den nybildade kommunen Sankt Stefan-Afiesl. 
I kommunen Sankt Stefan am Walde ingick de 12 orterna (Ortschaften) (inom parentes invånarantal 1 januari 2024):

- Dambergschlag (61)
- Gmain (8)
- Haid (37)
- Herrnschlag (78)
- Innenschlag (26)
- Obereben (18)
- Oberriedl (82)
- Preßleithen (17)
- Raiden (78)
- Sankt Stefan am Walde (225)
- Untereben (25)
- Unterriedl (148)